# Hanoi Street Circuit
A Hanoi Street Circuit (vietnámul: Đường phố Hà Nội) versenypálya Vietnám fővárosában, Hanoiban, Nam Từ Liêm kerületben található. Ez egy utcai pálya, amely a vietnámi nagydíjnak ad otthont, a Formula–1 világbajnokság naptárában. A pálya 5607 m hosszú, tervezője a német Hermann Tilke. A Hanoi Street Circuit 2023-ban sem került be a Formula–1 naptárába. 

A pálya a My Dinh Nemzeti Stadion mellett található, egy átmeneti utcai részből és egy e célból kialakított területből áll, amely a nyilvánosság számára nyitva lesz, miután elkészült. A versenynaptár egyik leghosszabb egyenese található itt, hossza 1,6 km. A pálya egyes szakaszait számos meglévő pálya inspirálta, köztük a monacói, a szuzukai és a Nürburgring-i versenypályák. Hasonló módon készült az amerikai versenypálya is.

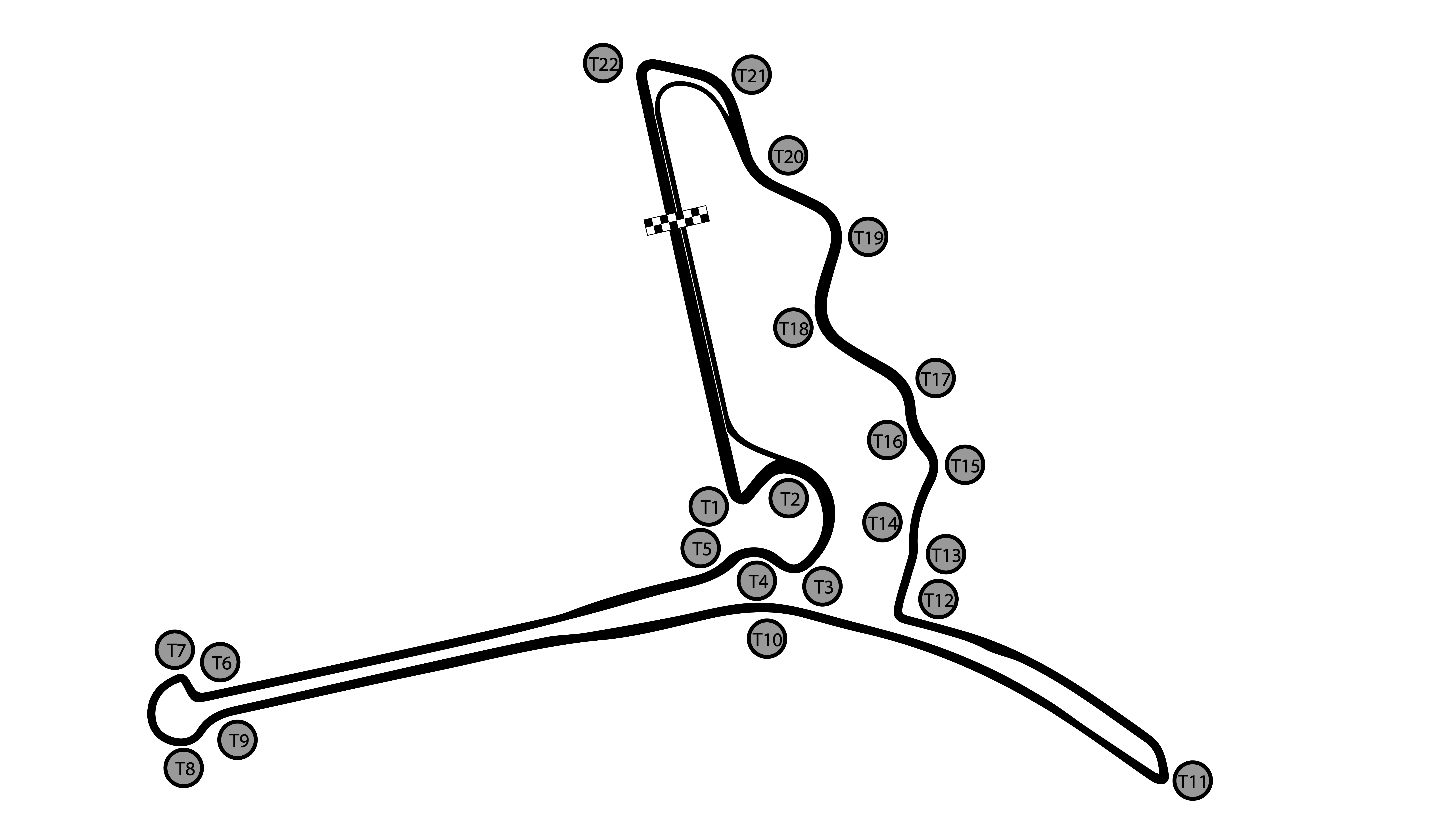
Eredeti vonalvezetés

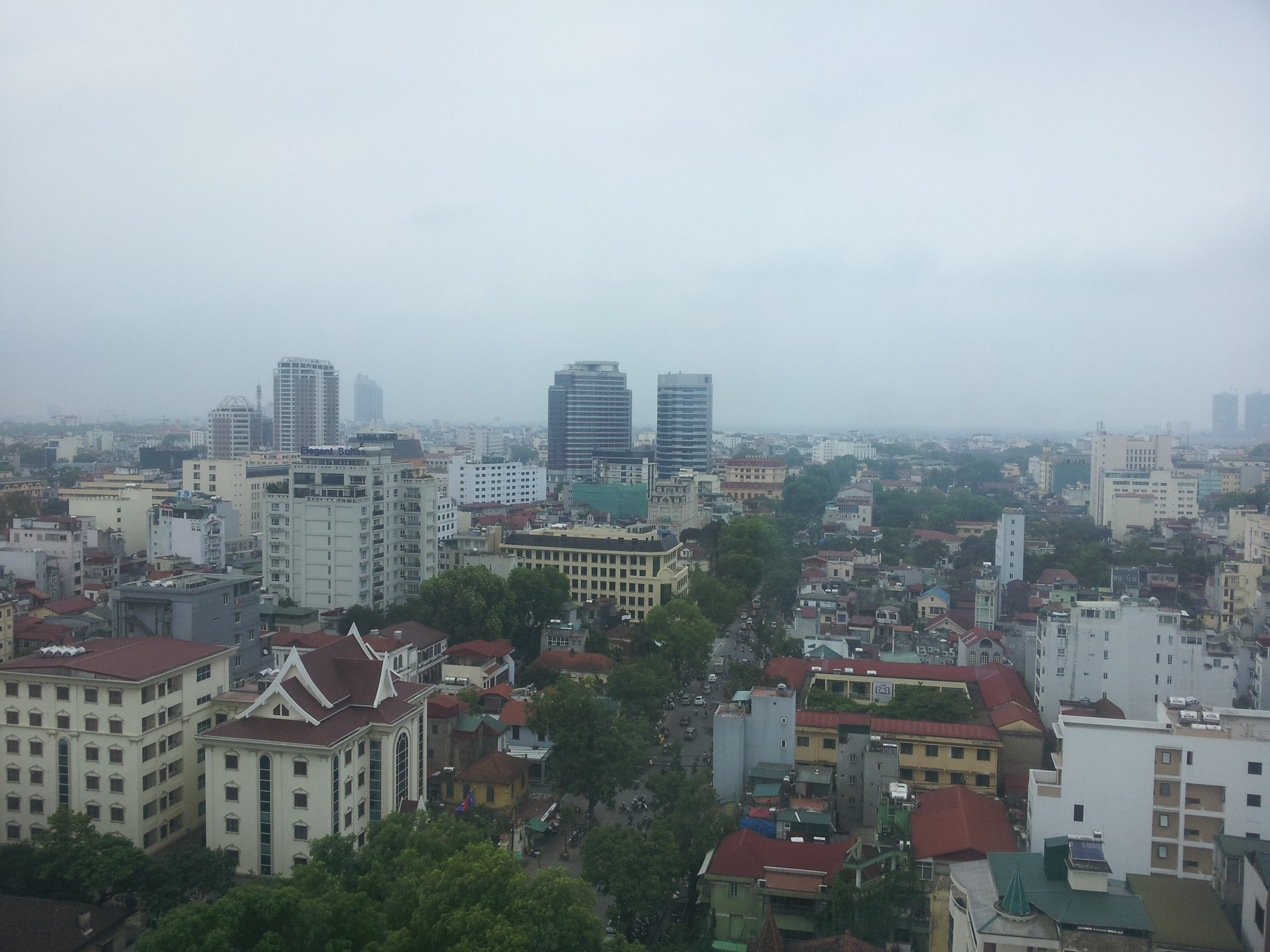
Hanoi városa

Az eredeti vonalvezetés huszonkét kanyarból állt, de ezt 2019 decemberében felülvizsgálták. Ezzel egy extra plusz kanyar került a pálya vonalvezetésébe, a harmadik szektorba, ezzel javítva a biztonságot.